# Peramus
Peramus es el único género de animales mamíferos fósiles confirmado en la familia Peramuridae y un posible ancestro de los primeros therianos.

## Distribución y hábitat
El género existió desde el Jurásico Superior hasta el Cretácico inferior. Se han encontrado registros fósiles en el Reino Unido y en Marruecos.

## Especies
Hay tres especies extintas conocidas en el género:
- Peramus dubius
- Peramus minor
- Peramus tenuirostris